# To Beast or Not To Beast
To Beast or Not To Beast är det studioalbumet av finska hårdrocksbandet Lordi, som släpptes den 1 mars 2013. Albumet är producerat av Michael Wagener.

## Låtförteckning
1. We're Not Bad for the Kids (We're Worse) - 3:23
2. I Luv Ugly - 3:48
3. The Riff - 3:45
4. Something Wicked This Way Comes - 4:58
5. I'm the Best - 3:15
6. Horrifiction - 3:29
7. Happy New Fear - 4:46
8. Schizo Doll - 4:34
9. Candy for the Cannibal - 4:43
10. Sincerely with Love - 3:14
11. SCG6: Otus' Butcher Clinic - 3:24

Bonus:
1. Hulking Dynamo - 3:03

## Albumets singlar
- The Riff